# Meselu Berhe
Meselu Berhe (29 de mayo de 2000) es una deportista de Etiopía que compite en atletismo. Ganó una medalla de plata en el Campeonato Mundial de Atletismo Sub-20 de 2018, en la prueba de 3000 m.